# Želetice (district de Hodonín)
Pour les articles homonymes, voir Želetice.
Želetice (en allemand : Schelletitz) est une commune du district de Hodonín, dans la région de Moravie-du-Sud, en République tchèque. Sa population s'élevait à 509 habitants en 2020.

## Géographie
Želetice se trouve à 20 km au nord-ouest de Hodonín, à 36 km au sud-est de Brno et à 221 km à l'est-sud-est de Prague.
La commune est limitée par Uhřice et Archlebov au nord, par Dražůvky à l'est, par Stavěšice et Nenkovice au sud, et par Násedlovice à l'ouest.

## Histoire
La première mention écrite de la localité date de 1131.

## Galerie

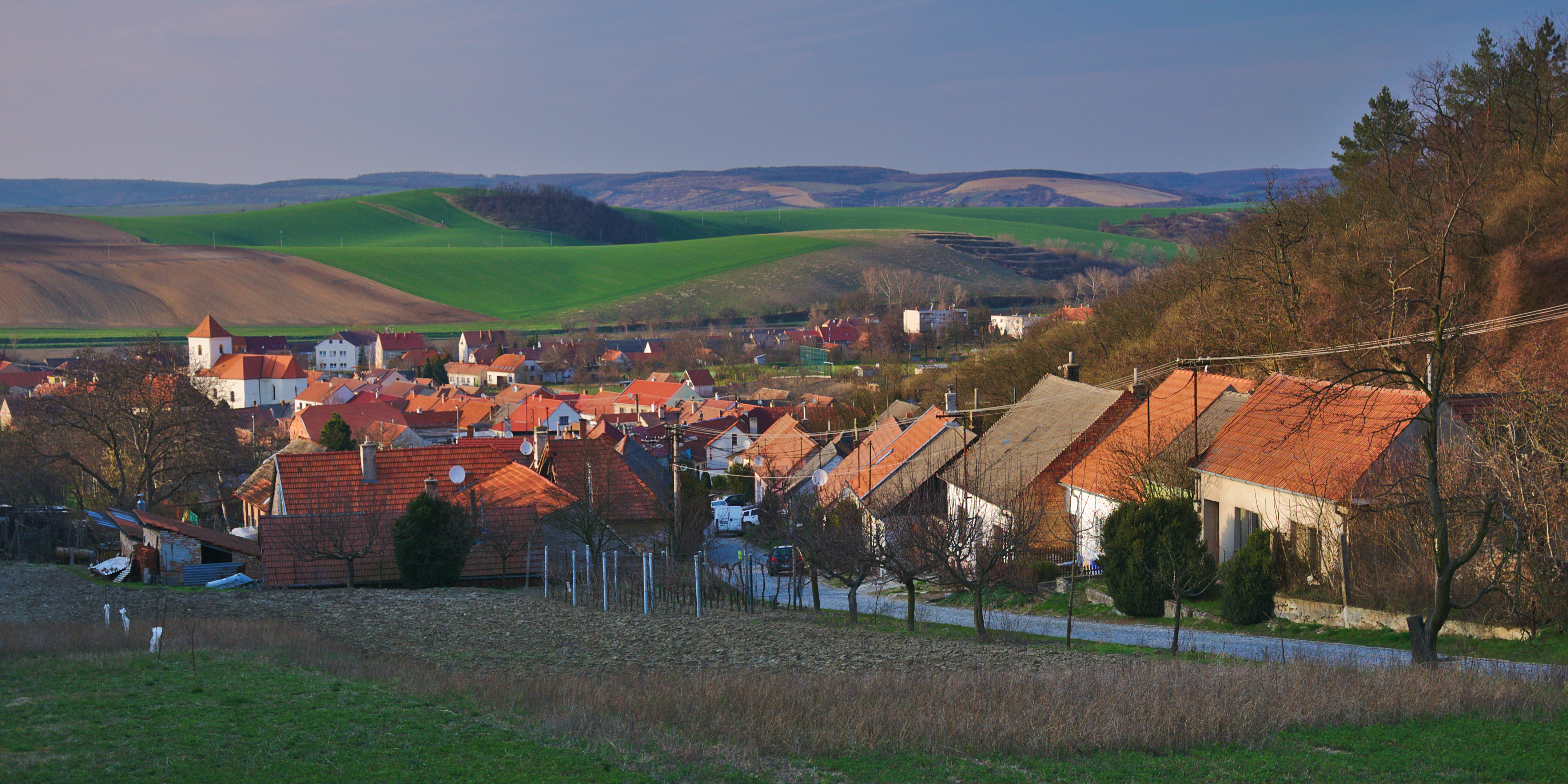
Le sud-est du village.

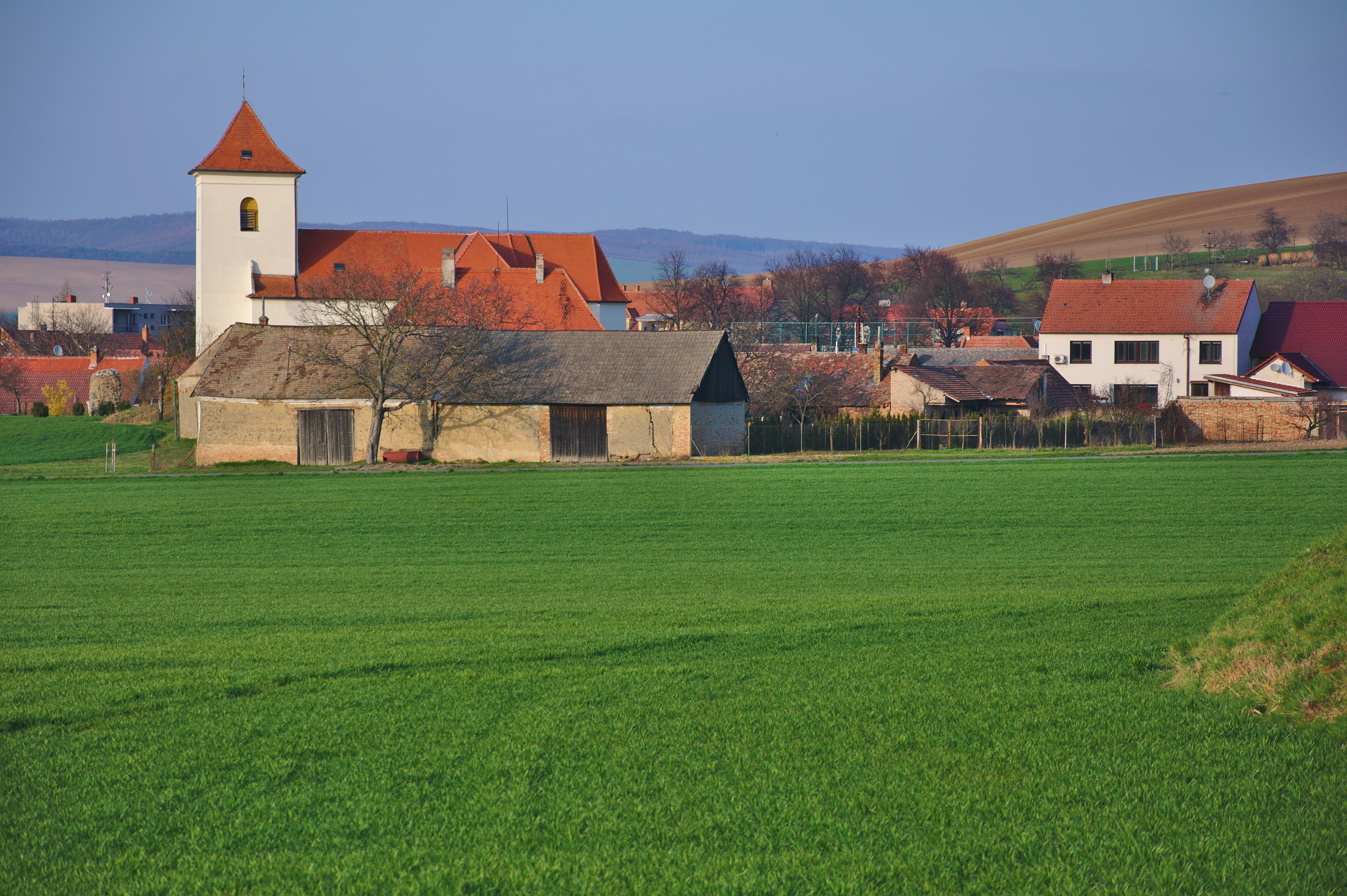
Želetice, église Saint-Jacques le Majeur.
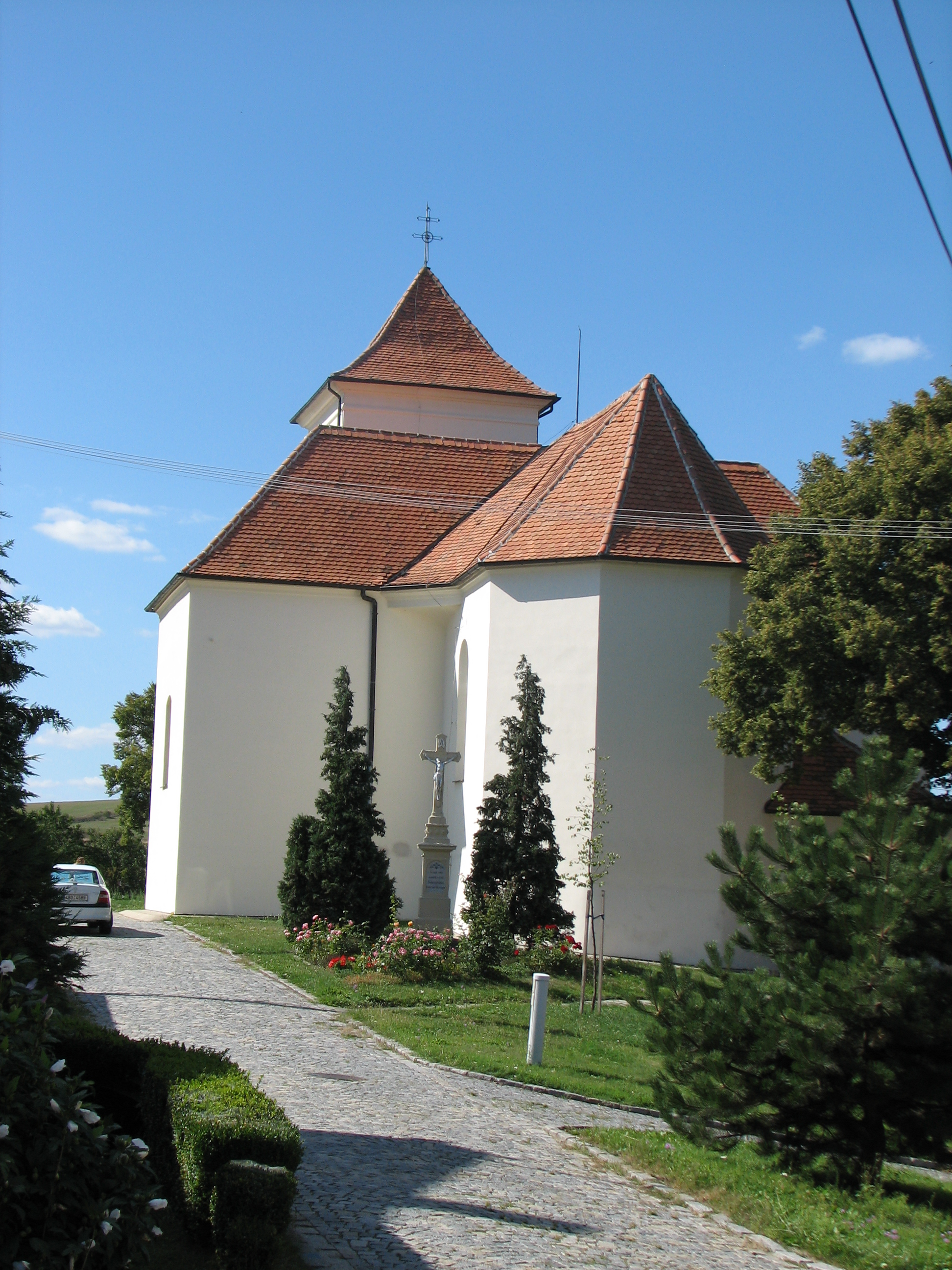
Église Saint-Jacques le Majeur.